# Traagheidsmoment van de aarde
Oppervlakkig gezien lijkt de bepaling van het traagheidsmoment van de aarde een vrij simpele opgave. Indien we onze planeet benaderen alsof het een homogene bol was zou voor het traagheidsmoment gelden:
{\displaystyle I=c\cdot M\cdot R^{2}}
waar: 
{\displaystyle c{=}{\tfrac {2}{5}}=0,4}
{\displaystyle M=massa.}
{\displaystyle R=straal.}
In werkelijkheid is de zaak veel ingewikkelder maar na een intensieve analyse kwamen Romanowicz en Lambeck tot de eindconclusie dat wanneer de oceanen meegenomen worden de bovenstaande formule nog steeds gebruikt kan worden met de volgende waarden voor de drie parameters:
{\displaystyle c=0,33083\pm 0,00015}
{\displaystyle M=(5,9742\pm 0,0006)10^{24}kg}
{\displaystyle R=6.371.012\pm 15m}
De waarde van de constante {\displaystyle c} wijkt dus beduidend af van de ideale waarde voor een homogene bol.

## Factoren die een rol spelen
AardafplattingDe aarde is geen bol. In werkelijkheid zijn planeten door hun eigen rotatie altijd wat afgeplat. Dat geldt voor snel draaiende reuzen als Jupiter meer dan voor onze planeet, maar ook aan onze evenaar is de aardstraal groter dan aan de beide polen. In principe betekent dat dat er meer dan één traagheidsmoment bestaat, maar alleen het moment rond de draaiingsas van de aarde is relevant, omdat nu eenmaal niet mogelijk is de aarde om een andere as te laten wentelen.
GelaagdheidHet inwendige van de aarde is geenszins homogeen. De aarde bestaat uit een kern, een mantel en een korst die allemaal een andere dichtheid bezitten. Daarover valt onafhankelijke informatie te verkrijgen, bijvoorbeeld door te kijken naar de interactie van neutrino's met de aarde.
ZwaartekrachtsconstanteHet is niet mogelijk de massa van de aarde afzonderlijk te bepalen. Wat er gemeten wordt, is altijd het product GM, waar G de zwaartekrachtsconstante is. De precisie van de hele meting wordt beperkt door de precisie waarmee deze grootheid bekend is.
Bergen en oceanenHet oppervlak van de aarde is niet vlak, maar varieert van 10 km onder het peil van de zee in de Marianentrog tot 6 km erboven op Mount Everest. Balmino kwam met een beschrijving van deze afwijkingen van de bolvorm in termen van een "equivalentie rotsfunctie" die te benaderen is met behulp van bolfuncties.
PrecessieDe precessie telt mee. De bepaling van het product {\displaystyle GM} geschiedt langs astronomische weg en de Sitter (1938) en Jeffreys (1970) hebben laten zien dat de precessieconstante, gecorrigeerd voor relativistische effecten, daarbij in rekening gebracht moet worden. Oorspronkelijk werd de beweging van de maan gebruikt voor deze berekeningen, maar sinds het begin van de ruimtevaart bieden de baanbewegingen van kunstmanen waarvan de massa klein is en bovendien precies bekend een betere bron van meetpunten.
GetijdenOnder invloed van de aantrekkingskracht van Zon en Maan vervormt de aarde een beetje, met name de oceanen. Dit heeft invloed op het traagheidmoment.
VeranderlijkheidHet traagheidsmoment zoals hierboven gegeven geldt voor onze tijd. Over langere tijd gezien kunner er (kleine) variaties optreden, bijvoorbeeld door opeenhoping van ijs aan de polen tijden een ijstijd. Dit verandert het traagheidsmoment (een klein beetje) en daarmee ook de rotatiesnelheid van de aarde en de dagduur. Eenzelfde kan gezegd worden voor de verschuiving van de continenten als gevolg van platentektoniek.